# Prasarita padottanasana
Prasarita Padottanasana of Dandayamana Konasana (Sanskriet voor gespreide intense strekhouding ook wel Staande Hoek) is een veelvoorkomende houding of asana.
| Sanskriet | vertaling                   |
| prasarita | uit elkaar                  |
| pada      | voet, been                  |
| uttana    | intense strekking           |
| asana     | houding (letterlijk: 'zit') |
| danda     | staf (eig. de ruggengraat)  |
| yamana    | bedwingen, meesteren        |
| kona      | hoek                        |

## Beschrijving
Deze yogahouding begint staand, vanuit de Ster met de Vijf Punten. Op de inademing wordt het bovenlichaam naar beneden gebracht en de armen tussen de benen door, achter het lichaam op de grond gezet. Met de armen zijn meerdere variaties mogelijk, bijvoorbeeld door een hoek van 90° te vormen van de ellebogen, de schouders breed te maken en de handen op knieën te zetten of achter de knieholtes te houden.
Deze houding past goed in yogaseries, zoals gecombineerd met de Krijger I, II en III, met de  Zijwaarts Gestrekte Hoek en met veel andere staande asana's.